# Jacques Ripault
Jacques Ripault, né le 9 février 1953 à Alençon et mort le 10 juillet 2015 à Villejuif, est un architecte français.

## Biographie
Jacques Ripault fait ses études à Paris. Il est diplômé de l’École nationale supérieure d'architecture de Paris-Belleville en 1981. Il est lauréat des Albums de la Jeune architecture en 1981, et pensionnaire de la villa Médicis à Rome de 1983 à 1984. De retour à Paris, il réalise ses premiers logements à Belleville. En 1985, il s’associe avec Denise Duhart, et ils se feront connaître en 1990, par le Centre Universitaire Port Royal – René Cassin à Paris, les logements pour les sapeurs-pompiers rue Lamarck dans le 18e arrondissement et l’Espace culturel Luxembourg à Meaux en 1994 (rebaptisé « Espace culturel Charles Beauchart » en 2013).
Jacques Ripault a enseigné pendant plusieurs années à l’École nationale supérieure d’architecture de Versailles et a été professeur invité à l’École polytechnique de Montréal et l’École spéciale d'architecture à Paris. Il est architecte-conseil du département d'Indre-et-Loire, il a reçu la médaille de la fondation le Soufaché, en 2004, de l'Académie d'architecture et participe à la XIVe Biennale panaméricaine d'architecture à Quito en Équateur.
L’atelier a fait des réalisations dans le domaine de l’habitation, notamment un bâtiment de logements à Vitry-sur-Seine en 1991, à Gentilly, à Gennevilliers, des logements en front de Seine dans la ZAC Seine Rive-Gauche dans le 13e arrondissement, des logements à Nice, à Montreuil et actuellement à Clichy et avenue d’Italie à Paris, des maisons particulières à Ville d’Avray et à Meudon.
L’atelier a réalisé également des édifices publics comme la salle de Poésie Paul Eluard à St Benoît du Sault, le Centre d’Art et de Culture à Meudon, le Centre de conférence de L’Oréal à Aulnay Chanteloup, ainsi que des bâtiments industriels et bureaux comme le siège Gaz de France à Brest, l’usine Valéo à Suze-sur-Sarthe et récemment le Centre de Design PSA Peugeot Citroën à Vélizy, livré en 2004.
Parmi les réalisations récentes, la bibliothèque universitaire de Saint-Quentin-en-Yvelines, le Centre d'accueil et de soins hospitaliers de Nanterre (CASH de Nanterre), les salles de musiques actuelles de Reims, la Cartonnerie et l’ECSEVE sports et loisirs de l’université de Rennes1.
L’année 2005 a été marqué par l’inauguration du Musée d'art contemporain du Val-de-Marne (MAC VAL) à Vitry-sur-Seine.
Cette même année, il a été élu membre de l'Académie d'architecture.
Ensuite, l’atelier étudie et réalise le Centre d'art et de culture de Villepinte, le collège de Gagny et le Pôle universitaire de Villepinte. Début 2007 est inaugurée La Carène, salle de musiques actuelles de Brest.
Jacques Ripault est mort le 10 juillet 2015 à Villejuif. Il est inhumé au cimetière du Père-Lachaise (49e division).